# La Vernarède
 La Vernarède  es una población y comuna francesa, en la región de Languedoc-Rosellón, departamento de Gard, en el distrito de Alès y cantón de Génolhac.

## Demografía
| 1189 | 943 | 662 | 534 | 440 | 389 |
| Para los censos de 1962 a 1999 la población legal corresponde a la población sin duplicidades (Fuente: INSEE [Consultar]) |     |     |     |     |     |